# Белоозёрный (Новосибирская область)
Белоозёрный — посёлок в Убинском районе Новосибирской области. Входит в состав Невского сельсовета.
Дата образования, примерно в 1775 .  
Своё название деревня казаков Ново-Басалаево получило от фамилии крестьянина, который первым в ней поселился.  Изначально на возвышенное место (гриве) к озеру Белое приехало два брата Басалаевых – один Алексей Тихонович с двумя сыновьями Павлом и Григорием. А второй брат Тихон Тихонович, но он позже уехал жить в другое место (где сейчас с.Александро-Невкое). 
1882 году деревня именовалась, как Деревня государственных крестьян – Белозёрная (Ново-Басалаева).
Число дворов - 64, Число всех жилых строений - 95, Число отдельных жилых изб - 28. Дополнительная информация: 1 Кузнеца.
В 1899 году деревня Бело-Озерная деревня относилась к Томской губернии, Каинскому уезду, Верхне-Каинской волости.
Имеет  дворов крестьянских - 68,  не крестьянских: 2. Общая численность 553 человека из них: 
Число жителей мужского пола: 314 человек, число жителей женского пола: 239 человек 
Ближайшего почтового отделения находится в  97 верст (103.79 км)
Количество удобной земли: 4605 десятин (5031.15 гектар), неудобной земли: 975 десятин (1065.23 гектаров)
Дополнительная информация: 1 мануфактурная и 1 мелочная лавка. 

## География
Площадь посёлка — 39 гектаров.
Поселок Белоозёрный находится в красивом месте на четко выраженной возвышенности - гриве. Состоит из одной улицы, протяжённость которой не более 1 км. В 2010-х годах улица получила своё название – Центральная. 
Село окружают два озера «Чистое» и «Поганое» - на карте оно обозначено «Вонючее». Ранее «Поганое» озеро имело название «Белое». 

## Население
| 2002 | 2007 | 2010 |
| ---- | ---- | ---- |
| 160  | ↘153 | ↘109 |

## Инфраструктура
В посёлке по данным на 2007 год функционируют 1 учреждение здравоохранения и 1 учреждение образования.